# Oscar Abraham Tuizentfloot

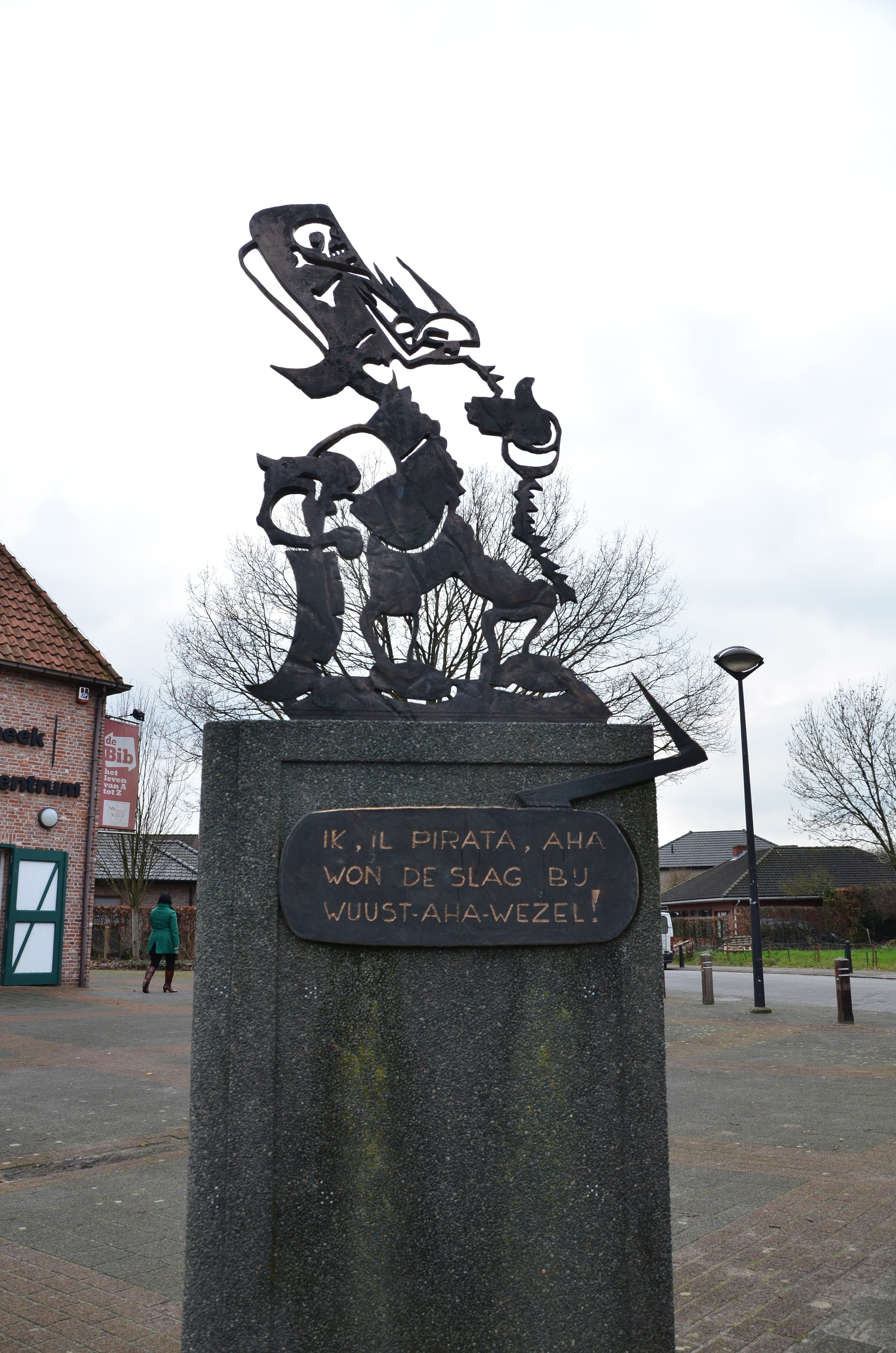
Standbeeld Tuizentfloot te Wuustwezel, door Gilbert Uitdenhouwen

Oscar Abraham Tuizentfloot (meestal aangeduid met Tuizentfloot) is een personage uit de Vlaamse serie stripverhalen De avonturen van Nero & Co, getekend door Marc Sleen.

## Personage

### Oorsprong
Het personage Tuizentfloot maakte zijn debuut in het het 28e Nero-album: De Granaatslikker (1957). Hij belt zonder aanleiding aan bij Nero en nodigt hem uit samen avonturen te gaan beleven. Nero is echt doodop en maant hem "naar Geel te lopen." Tuizentfloot antwoordt verbouwereerd: "Maar daar kom ik juist van!" (Geel is een Vlaamse stad, destijds bekend omwille van de unieke gezinsverpleging van psychiatrische patiënten). Nero probeert Tuizentfloot tevergeefs af te schudden omdat hij behoefte heeft aan rust, maar uiteindelijk gaat hij zelfs als verstekeling mee met Nero en co op reis naar de Noordpool.

### Karakter
Tuizentfloot is knettergek en meent een piraat (admiraal) te zijn. Hij schept graag op over allerlei veld- en zeeslagen die hij gewonnen zou hebben, maar in werkelijkheid is hij slechts een klein onderdeurtje. In De Nerovingers (1961) blijkt zelfs dat hij niet kan zwemmen. Tuizentfloot is meestal erg energiek, opvliegend en agressief. Regelmatig prikt en steekt hij andere mensen met zijn sabel en is altijd bereid om te vechten. Behalve zijn sabel beschikt Tuizentfloot ook over een kanon dat hij in sommige albums met zich meeneemt. Tuizentfloot ziet in bijna iedereen een vijand, wat doet vermoeden dat hij aan paranoia lijdt. Alhoewel hij als een vriend van Nero en Co wordt beschouwd zien de anderen hem liever gaan dan komen, omdat hij geregeld Nero, Meneer Pheip en Clo-Clo aanvalt en af en toe met zijn kanon hun meubels vernielt. In De Bom van Boema (1983) vuurt hij het Gentse kanon Dulle Griet af.
Tuizentfloot heeft zich af en toe aan de kant van de slechteriken geschaard. Dat gebeurde al in De Granaatslikker (1957) waar hij tegen Kapitein Oliepul muit en de leiding op het schip overneemt. In Het Knalgele Koffertje (1958-1959) helpt hij een groep booswichten om een koffertje van Nero's oom Juul te stelen en het naar Hitler te brengen. In De Nerovingers (1960) muit Tuizentfloot kortstondig opnieuw en werkt ook samen met de getikte dokter Marcus Liberius die zijn vrienden naar het leven staat en de aarde in 2 delen wil splitsen. Ondanks zijn storende gedrag wordt Tuizentfloot toch enigszins aanvaard als lid van Nero's kennissengroep. Wanneer hij in Het Spook van Zoetendaal (1979) door Ricardo wordt neergeschoten is Nero oprecht geschokt en razend. Hij verklaart zelfs tegen zijn gewonde vriend: "Wat zijn de verhalen zonder jou? Bier zonder schuim!" In Nerorock (1989) neemt Nero Tuizentfloot in dienst als drummer, waarop de rest verklaart: "Hij is nog gekker dan die van de Muppets!" Ook valt Tuizentfloot geregeld booswichten aan die Nero en co bedreigen. In De Bibberballon (1990) en De Zwarte Piraat (1990-1991) wil hij zelfs ten strijde trekken in de Golfoorlog tegen Saddam Hoessein.
De grootte van de rol van Abraham verschilt per verhaal. In sommige albums komt hij nauwelijks voor, en in andere is hij juist een van de hoofdfiguren. In De Paarse Futen (1968) blijkt Tuizentfloot over een toverstokje te beschikken waarmee hij iedereen naar een ander land kan wensen. Nero wenst Tuizentfloot zelf naar Duivelseiland. In Aboe-Markoeb (1966) wordt hij dankzij een spuitje van Adhemar gewichtloos en zweeft door de lucht. Zoals in De Mosterd van Abraham (1973), waarin hij boos wordt over zijn kleine en weinig vleiende rol in de reeks en zelfs met geweld gaat klagen bij Sleen zelf. In De Dolle Vloot (1976) gaat hij samen met Adhemar en Clo-Clo de zee op in een 16de-eeuws karveel. Hij krijgt hondsdolheid in De Zwarte Piraat (1990-1991). In De Kroon van Elizabeth (1993), De Steen van Abraham (1993) en De Kolbak van How (1994) slikt hij een diamant uit de kroon van koningin Elizabeth II van Engeland in en wordt hierom ontvoerd. In De Roos van Sakhti (1996) krijgt hij de Midasziekte en wordt alles wat hij aanraakt goud. Hierom wordt hij door Ricardo gekidnapt.

### Uiterlijk
Tuizentfloot is een klein mannetje met een haakneus, grote snor waarvan de punten stijf omhoog krullen en een lange witte baard. Hij kleedt zich in typische zeeroverskleding en draagt een grote zwarte steek met een witte Jolly Roger erop. Ook heeft hij een sabel waarmee hij regelmatig andere mensen prikt. Deze sabel blijkt in Okkerdomme (1985-1986) met hiv besmet waardoor één prikje al dodelijk blijkt te zijn. In De Dolle Steek (1998-1999) blijkt zijn hoed te kunnen praten.
Slechts af en toe is hij te zien in een andere outfit. In De Driedubbelgestreepte (1963) noemt hij zich: "Otto-aha-Mobil" en loopt hij rond terwijl hij gekleed is in de carrosserie van een auto. In De Neroberg (1986) loopt hij rond in Indische klederdracht en noemt zich "Kalimpong Singh".

### Taalgebruik
Tuizentfloot roept in de reeks altijd luid. Zijn populairste strijdkreet is "Ten...aha...aanval!", alhoewel hij soms ook "En garde!", "Ten strijde" of "De vijand!" schreeuwt. Het taalgebruik van Tuizentfloot typeert zich vooral door het tussenwerpsel en stopwoord "AHA!". In de meeste zinnen die hij uitspreekt wordt dit woord dan ook -meestal op de meest vreemde plekken- meerdere malen gebruikt. Hij scheldt zijn opponenten ook regelmatig de huid vol met woorden die geïnspireerd zijn door de zeevaart. In De Dolle Vloot (1976)' bereikt hij hierin een hoogtepunt. Het gebruik van geïnspireerde en aparte scheldwoorden heeft hij gemeen met de andere stripkapitein Kapitein Haddock uit Kuifje. Tuizentfloots agressieve gedrag en taalgebruik viel niet zo in de smaak bij de redactie van De Standaard die Sleen vroegen de figuur wegens zijn "onbetamelijke taal" uit de reeks te schrappen. Een van zijn meer diepzinnige uitspraken is: "Krankzinnigheid is beter dan verveling."

### Familie
Over zijn jeugd maakt Sleen niks bekend, behalve hoe hij er als baby moeten hebben uitgezien. In De Adhemar Bonbons (1989) wordt hij namelijk in een baby veranderd. In De Spekschieter (1964) erft hij 10 miljoen Belgische frank van zijn oom en gaat op het eiland San Pantalon nabij Venetië wonen. (Die naam is een woordspeling op "sans pantalon" ["zonder broek"]). Ook in De Erfenis van Millaflotta (2000-2001) erft hij een miljoenenbedrag.
Tuizentfloot heeft een zus: Dolle Dina. Zij speelt een rol in het verhaal De Dolle Dina's (1970). Dina gaat altijd gekleed in een minirok en ze heeft altijd een sigaar in de mond. Net zoals Tuizentfloot draagt ze een grote kapersmuts, alleen is de Jolly Roger op de hare rood in plaats van wit. Dina is een extreme Dolle Mina. In het verhaal hersenspoelt ze vrouwen en mannen worden met een wapen bevroren. Aan het einde van het album huwt ze met de tandarts Joe Thant (wiens naam een woordspeling is op de toenmalige secretaris-generaal van de VN: U Thant).
In het album Daris doet het (1978) (strook 6) maakt Nero zelf bekend dat Tuizentfloots moeder uit IJmuiden komt en zijn vader uit de denkbeeldige plaats Springintveld. Indien dit klopt is Tuizentfloot ten minste van half-Nederlandse afkomst. (De twee plaatsen zijn waarschijnlijk symbolisch bedoeld).
Tuizentfloot lijkt verder geen familie, partner of vaste woonplaats te hebben. Toch is hij een paar keer verliefd geworden op vrouwen. In De Mosterd van Abraham (1973) wordt hij verliefd op Prinses Lovely, maar ze wijst hem af omdat zijn snor te lang is en zijn kousen te kort. Dit maakt Tuizentfloot ontroostbaar tot hij een grote pot mosterd ontdekt (een verwijzing naar het gezegde: hij weet waar Abraham de mosterd vandaan heeft gehaald). Tuizentfloot is verder sinds het album De Gladde Figaro (1991-1992) smoorverliefd op Madam Pheip, al gaat ze niet in op zijn avances.

### Vrienden en vijanden
Tuizentfloot wordt meerdere keren als gek opgesloten in een inrichting in Geel. Hier ontmoette hij onder andere de componist Markus Liverius die in het Nero-verhaal De Nerovingers (1960) een belangrijke rol speelt. Tuizentfloot en hij zaten op kamer 17 en 18. In De Vliegende Handschoen (1957) landt Nero zelfs in het gekkenhuis waar Tuizentfloot verblijft. De kaper heeft nog andere gestoorde vrienden: de geheim agent 7923 die voortdurend met het hoofdkwartier belt, de zwijgzame Linus Baddevinus die in winterkledij gehuld is en de getikte violist Amedeus Moderato (Het Knalgele Koffertje (1959)), de ridder Quatertemper (De Gouden Kabouter (1968)), de bommenlegger Jean-Marie Kiekepuut (De Bom van Boema (1983)).
In De Zwarte Piraat (1990-1991) ruziet hij met de piraat Pot van den Hoven tot Pee (ofwel Pottepee), die ook beweert "de grootste zeerover aller tijden" te zijn en veel van Tuizentfloots veldslagen op zijn eigen palmares probeert te schuiven.

### Tuizentfloot en dieren
Tuizentfloot schiet meestal goed op met dieren. In Het Wonderwolkje (1960) vliegt hij mee op de rug van Filemon, een "peli...aha...kaan." In Kouwe Kwibus (1967) doet hij hetzelfde op de rug van een reuzenmug en op een varken in (De Granaatslikker (1957). Toch kan hij ze ook met veel agressie aanvallen en doden. In De Kat van Katmandoe (1978) hakt hij met zijn sabel een slang en een tijger dood. Eén keer weet een dier Tuizentfloot ernstig te verwonden: in De Hond van Pavlov (1994) bijt een hondje zijn neus af.
Tuizentfloot wordt twee keer zélf in een dier veranderd. In De Kat van Katmandoe (1978) tovert men hem om in een kaketoe en in Allemaal Beestjes (1981) in een wesp.

## Standbeeld
In de Vlaamse plaats Wuustwezel is een standbeeld van Tuizentfloot geplaatst. Dit omdat hij meerdere malen in albums van Nero opschepte over zijn winst bij de Slag van Wuustwezel . Het standbeeld staat op een plein tegenover de plaatselijk bibliotheek. De gemeente schreef een wedstrijd uit (Tuizentfloot genaamd) om te bepalen wie het beeld mocht maken. Het standbeeld werd een creatie in brons van kunstenaar Gilbert Uitdenhouwen uit Kalmthout.

## Verzonnen overwinningen
Tuizentfloot gaat er in de strip ook geregeld prat op allerlei veldslagen en titels te hebben gewonnen. Of hij de waarheid spreekt of gewoon opschept is niet altijd even duidelijk, maar gezien zijn mentale toestand kan men aannemen dat het leeuwendeel ervan pure opschepperij is. Een greep uit zijn palmares:

### Veld- en zeeslagen
- De slag om Trafalgar tegen de Engelsen
- De slag om Zwijnaarde
- De Slag bij Aboekir, waarbij hij de Fransen zou hebben verslagen
- De Slag bij Santa Cruz, waarbij hij de Spanjaarden zou hebben verslagen
- De Slag van Wuustwezel of De Grote Prijs van Wuustwezel (zie Standbeeld)

### Ontdekkingen
- Port Salut en Port Dada
- Trinidad

### Titels en overwinningen
- De 24 uren van Eeklo.
- Gepensioneerd kaper der acht wereldzeeën
- Grootste piraat aller tijden

## Trivia
- Abraham Tuizentfloot is volgens Sleen zelf "in Nederland zijn populairste creatie."
- De redactie van De Standaard kon Tuizentfloot niet echt appreciëren en wou in 1973 dat Sleen hem uit de reeks schrapte. Dankzij een grootschalige actie in nr. 51 en 52 van het magazine Stripschrift kreeg de figuur zoveel steunbetuigingen dat Sleen hem zelfs vaker de hoofdrol liet spelen.
- In 1973 werd Tuizentfloot door Stripschrift tot Stripfiguur van het Jaar uitgeroepen.
- Naar zijn stopwoordje "Aha!" is in Damme in België een stripzaak vernoemd: AHA!! tussen boek en strip.
- Ook de titel van het stripboek, Strips...AHA! door Patrick Van Gompel (1996) verwijst naar Tuizentfloot. Op de cover van het boek is op een door Jan Bosschaert ontworpen illustratie ook Tuizentfloots sabel te zien.